# Montamisé
Montamisé ist eine französische Gemeinde mit 3710 Einwohnern (Stand: 1. Januar 2022) im Département Vienne in der Region Nouvelle-Aquitaine. Die Gemeinde gehört zum Arrondissement Poitiers und zum Kanton Chasseneuil-du-Poitou. Die Einwohner werden Montamiséens genannt.

## Geographie
Montamisé liegt etwa fünf Kilometer nordöstlich des Stadtzentrums von Poitiers. Umgeben wird Montamisé von den Nachbargemeinden Saint-Georges-lès-Baillargeaux im Norden und Nordwesten, La Chapelle-Moulière im Nordosten, Liniers im Osten, Bignoux im Südosten, Poitiers im Süden und Südwesten, Buxerolles im Südwesten sowie Chasseneuil-du-Poitou im Westen und Nordwesten.

## Demographie
| Einwohner                                                  | 886 | 961 | 1.300 | 1.787 | 2.164 | 2.615 | 2.961 | 3.279 |
| Ab 1962 offizielle Zahlen ohne Einwohner mit Zweitwohnsitz |     |     |       |       |       |       |       |       |

## Sehenswürdigkeiten

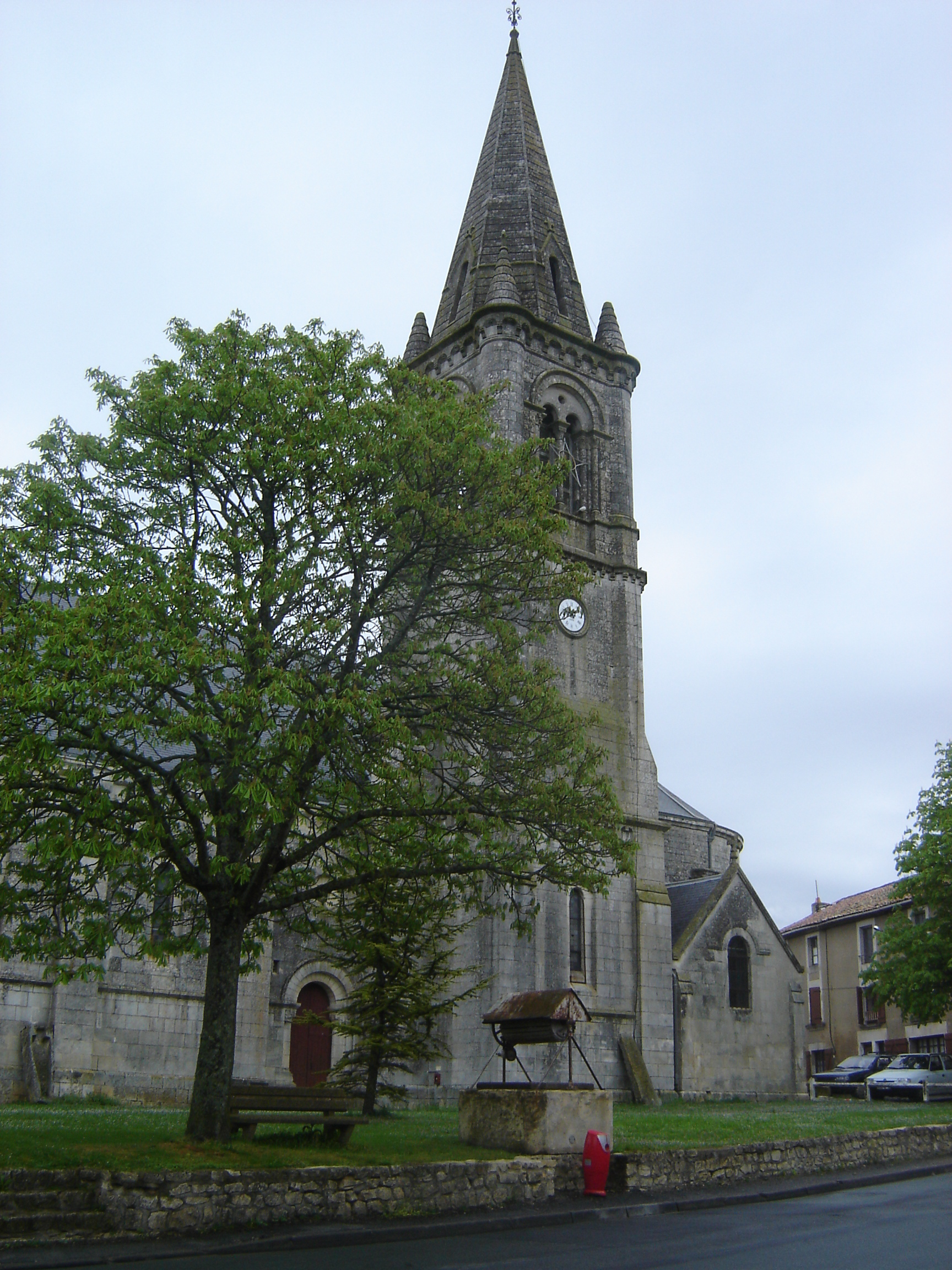
Kirche Notre-Dame-de-Montamisé

- Kirche Notre-Dame-de-Montamisé
- Schloss Sarzec
- Domäne Fels von Bran
- Domäne Abtei von Ensoulesse
- Wald von Moulière

## Persönlichkeiten
- Ernest de Sarzec (1832–1901), Archäologe, zeitweise (ab 1880) Eigentümer des Schlosses Sarzec

## Gemeindepartnerschaften
Mit der italienischen Gemeinde San Sebastiano da Po in der Provinz Turin (Piémont) besteht seit 1991 eine Partnerschaft.